# Ézéchias, Manassé et Amon

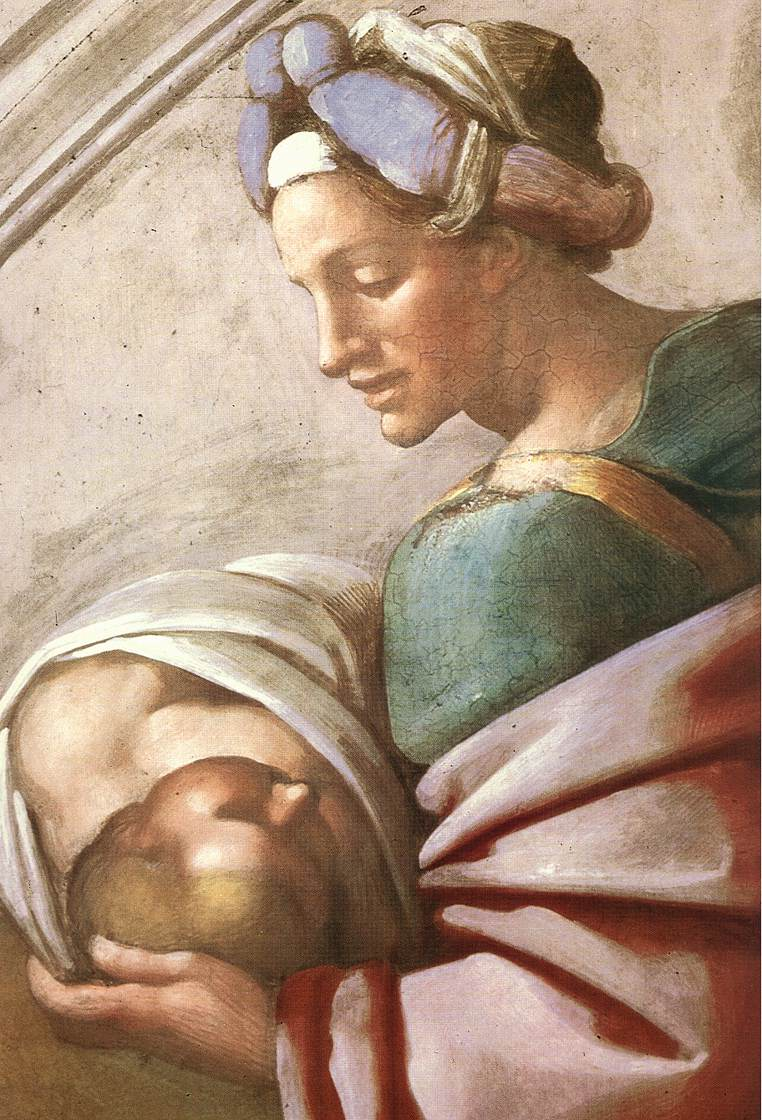
Détail.

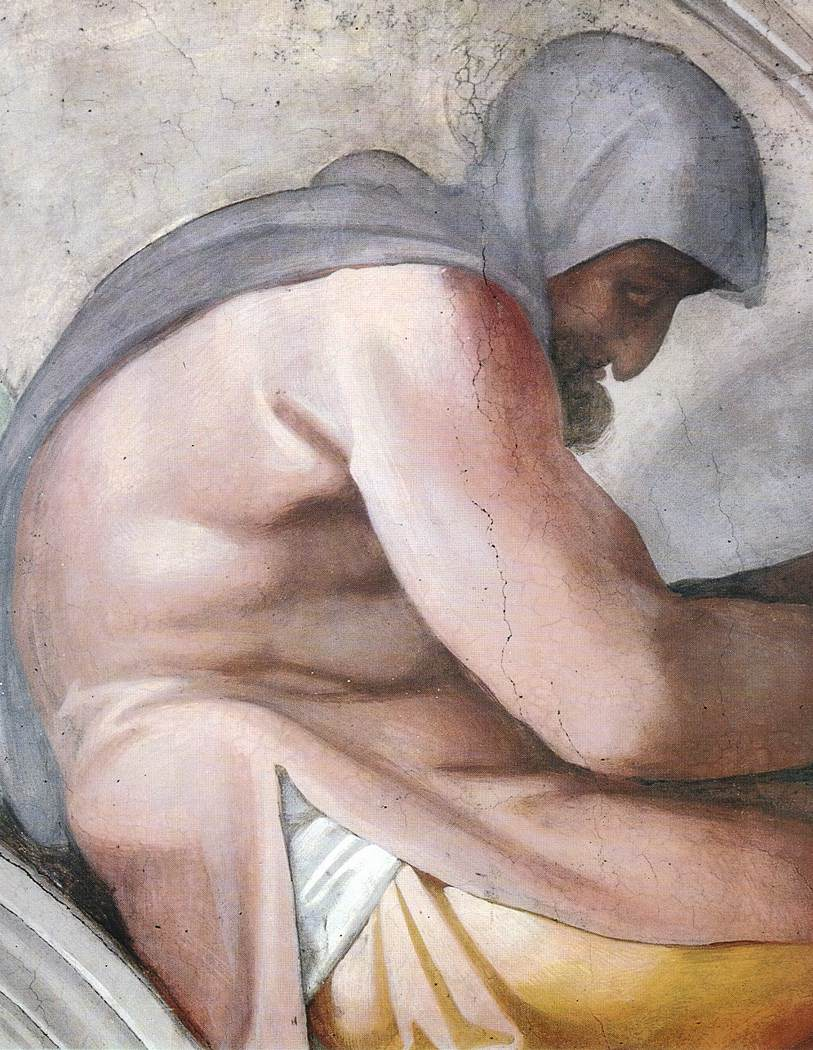
Détail.

La lunette d'Ézéchias, Manassé et Amon a été décorée à la fresque par Michel-Ange vers 1508-1511 et fait partie de la décoration des murs de la chapelle Sixtine dans les Musées du Vatican à Rome. Elle a été réalisée dans le cadre des travaux de décoration de la voûte, commandés par Jules II.

## Histoire
Les lunettes, qui contiennent la série des Ancêtres du Christ, ont été réalisées, comme le reste des fresques de la voûte, en deux phases, à partir du mur du fond, en face de l'autel. Les derniers épisodes, d'un point de vue chronologique, des histoires ont donc été les premiers à être peints. À l'été 1511, la première moitié de la chapelle devait être achevée, nécessitant le démontage de l'échafaudage et sa reconstruction dans l'autre moitié. La deuxième phase, qui a débuté en octobre 1511, s'est terminée un an plus tard, juste à temps pour le dévoilement de l'œuvre la veille de la Toussaint 1512.
Parmi les parties les plus noircies de la décoration de la chapelle, les lunettes ont été restaurées avec des résultats étonnants en 1986.
La lunette de Ézéchias, Manassé et Amon est probablement la septième à être peinte par Michel-Ange.

## Description et style
Les lunettes suivent la généalogie du Christ à partir de l'Évangile de Matthieu. Ezéchias, Manassé et Amon sont dans la quatrième lunette du mur gauche à partir de l'autel ; l'un des trois personnages, mais on ne sait pas lequel, est représenté dans le groupe familial de la voile au-dessus.
Elle est organisée avec un groupe de personnages sur chaque moitié, entrecoupé du cartouche avec les noms des protagonistes écrits en capitales romaines : « EZECHIAS / MANASSES / AMON ».
À droite, un homme est replié sur lui-même, le visage dans l'ombre sous un capuchon pourpre, généralement reconnu comme Manassé, en proie à des doutes pour avoir favorisé les cultes idolâtres dans sa jeunesse et persécuté les monothéistes de Yahvé.
Sur la gauche, une jeune femme berce t un bébé emmailloté dans ses bras, tandis qu'un autre est dans le berceau en osier à ses pieds, se balançant doucement. Son épaule baissée au premier plan fait « bouger » la silhouette et permet de mettre en évidence le contact entre la mère et l'enfant, à la fois physique et visuel, à travers le doux sourire maternel. Elle est généralement identifiée à Meshullemeth, mère d'Amon : Ezéchias serait donc le personnage du voûtain au-dessus, ou l'enfant avec sa mère et son père Achaz.
Une relation de complémentarité émotionnelle se crée entre les deux protagonistes de la lunette : d'une part la désolation sombre, d'autre part la grâce, la vitalité et la tendresse de la figure féminine souriante. Leurs vêtements sont accordés à différents niveaux, plus clairs à droite, plus denses et éclairés accessoirement à gauche, mais tous deux ont des références chromatiques réciproques, comme dans le manteau rouge-rose.
Il existe deux études de la mère, avec de légères variations notamment dans la rotation du buste, au fusain noir sur papier, aujourd'hui à la Bibliothèque royale de Turin ; au dos de cette étude, il y a une étude pour la Sibylle libyenne, qui a une physionomie très semblable à celle de la jeune femme dans la lunette.

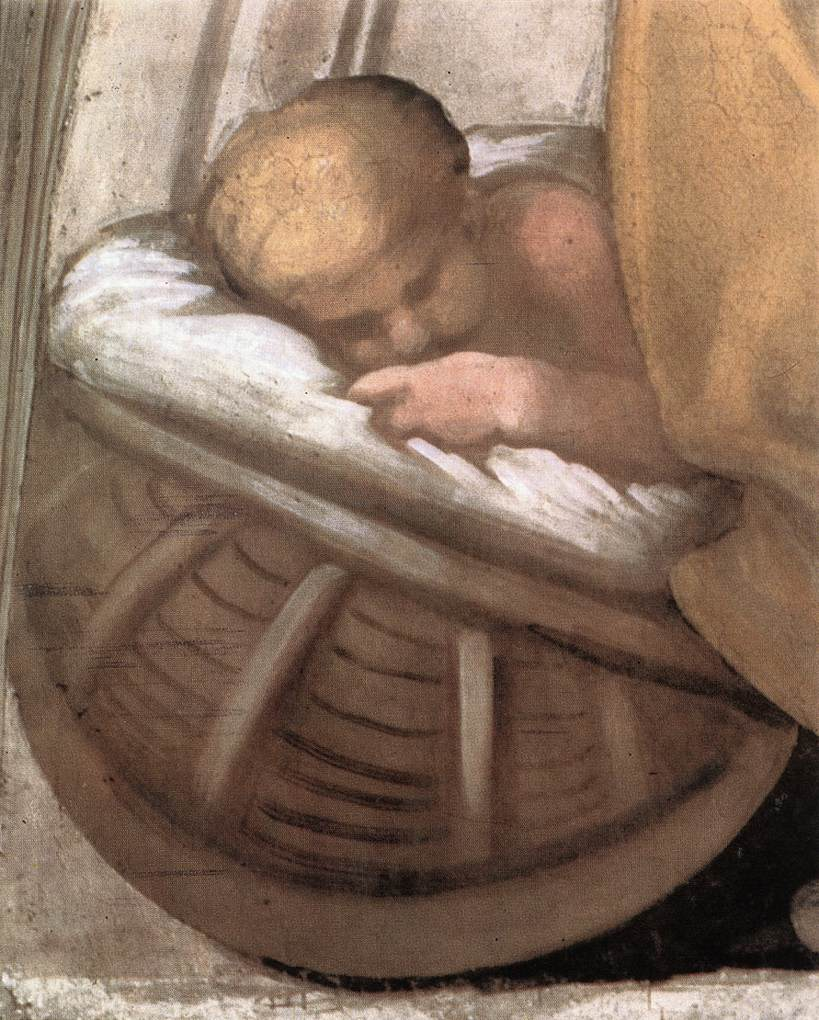
Détail.
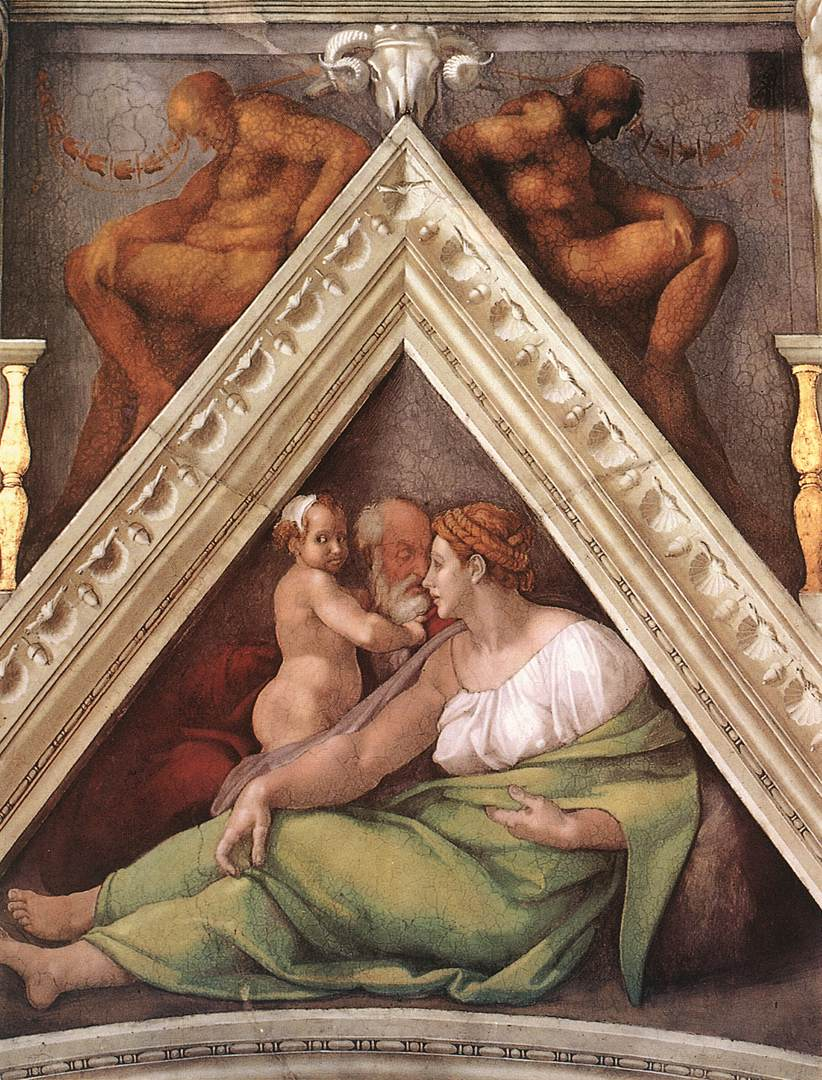
Voile au-dessus de la lunette.